# Theridion akme
Theridion akme là một loài nhện trong họ Theridiidae.
Loài này thuộc chi Theridion. Theridion akme được Herbert Walter Levi miêu tả năm 1959.